# Antramicina
L'antramicina è un antibiotico pirrolobenzodiazepinico con attività antitumorale. Derivato per la prima volta dall'antinomicete termofilo Streptomyces refuineus da M. D. Tendler e S Korman negli anni '50, è stato sintetizzato per la prima volta con successo in un ambiente di laboratorio da Leimgruber et al. nel 1965. A causa della natura instabile della struttura chimica, la caratterizzazione della specie è stata effettuata sul suo epimero, l'antrmicina-11-metil-etere. Questo derivato può essere formato dalla ricristallizzazione dell'antramicina da metanolo caldo.

## Struttura chimica
La struttura chimica dell'antramicina è stata chiarita per la prima volta da Leimgruber utilizzando la risonanza magnetica nucleare e la spettroscopia ultravioletta. Utilizzando un altro prodotto di fermentazione strutturato in modo simile chiamato semplicemente "pigmento giallo" come base di confronto, è stato in grado di identificare tutti i principali gruppi funzionali della struttura. La struttura della specie è stata ristretta a uno dei due possibili candidati: uno con un nucleo di pirrolobenzodiazepina e un altro con uno scheletro di piridochinazolina. La prima struttura è stata confermata attraverso l'uso della spettrometria di massa.

## Usi medici
L'antramicina è un agente antitumorale attivo e un antibiotico. Agisce inibendo la sintesi di RNA e DNA delle cellule di carcinoma. È un inibitore competitivo dell'RNA libero e della sintesi del DNA e blocca l'azione della DNasi I. L'antramicina-metil-etere (AME) forma un complesso con il DNA che blocca la sintesi vietando il legame del DNA con gli enzimi appropriati. La specie è fortemente citotossica. L'antramicina si è dimostrata particolarmente efficace contro sarcomi, linfomi e neoplasie gastrointestinali.

## Effetti collaterali
L'uso di antramicina è stato ampiamente limitato a causa di una cardiotossicità così elevata da limitarne il dosaggio. È stata anche osservata necrosi tissutale acuta nel sito di iniezione dell'antibiotico ed effetto collaterale della sua elevata citotossicità. Iniezioni ripetute nei topi hanno dimostrato di influenzare negativamente il metabolismo mitocondriale. I topi hanno anche mostrato elettrocardiogrammi anormali. Pertanto, gli effetti collaterali di tali farmaci possono superare i benefici. Alternative come la doxorubicina sono oggi più ampiamente disponibili e prescritte, a causa di effetti collaterali più lievi insieme a una maggiore azione antitumorale.